# Тортон, Кетт
Кетт Тортон (англ. Kett Turton; род. 4 апреля 1982, Портленд, штат Орегон, США) — канадский актёр, наиболее известный по главным ролям в фильмах «Сердце Америки» и «Джипси 83».

## Биография
Биркетт Кили Тортон родился 4 апреля 1982 года в Портленде, штат Орегон, США. Позднее вместе с семьёй переехал в Ванкувер. С раннего детства он очень интересовался театром и начал сниматься в кино в подростковом возрасте как в Канаде, так и в США. Взял творческий псевдоним Кетт Тортон.

## Карьера
В 2000 году озвучивал одного из персонажей в игре Spider-Man.
В 2009 участвовал в театральной постановке «Мольер, или Лига лицемеров» в Finborough Theatre в Лондоне.

## Фильмография
| Год       |   | Русское название               | Оригинальное название                 | Роль                                 |
| --------- | - | ------------------------------ | ------------------------------------- | ------------------------------------ |
| 1997—1998 | с | Тысячелетие                    | Millennium                            | призрак-рассказчик / демонопоклонник |
| 1998      | с | Следствие ведёт Да Винчи       | Da Vinci's Inquest                    | Нейт Гиллис                          |
| 1999      | с | Дорогая, я уменьшил детей      | Honey, I Shrunk the Kids: The TV Show | Мэнни                                |
| 1999      | с | Первая волна                   | First Wave                            | Робби Харлок                         |
| 2000      | с | Тайна нераскрытых преступлений | Cold Squad                            | Дэниел Бидвелл в молодости           |
| 2000      | с | Выше земли                     | Higher Ground                         | Дэвид Ракстон                        |
| 2001      | ф | Джипси 83                      | Gypsy 83                              | Клайв Уэбб                           |
| 2002      | с | Тайны Смолвилля                | Smallville                            | Джефф Палмер                         |
| 2002      | с | Тёмный ангел                   | Dark Angel                            | Джонатан                             |
| 2003      | ф | Сердце Америки                 | Heart of America                      | Дэниэл Лайан                         |
| 2004      | ф | Широко шагая                   | Walking Tall                          | Киннер                               |
| 2004      | ф | Блэйд: Троица                  | Blade: Trinity                        | Динго                                |
| 2004      | с | Королевский госпиталь          | Stephen King's Kingdom Hospital       | Пол Морлок / Анубис                  |
| 2006      | ф | Огненная стена                 | Firewall                              | Вэл                                  |
| 2012      | ф | Гнев Титанов                   | Wrath of the Titans                   | элитный охранник №2                  |
| 2013      | с | Кинг и Максвелл                | King & Maxwell                        | Сергей Краснаков                     |
| 2014      | с | 100                            | The 100                               | ученик                               |
| 2014      | с | Готэм                          | Gotham                                | Бенни                                |
| 2015      | ф | Эдвард                         | Eadweard                              | Рондинелла                           |
| 2015      | с | Голубая кровь                  | Blue Bloods                           | Лукас Горский                        |
| 2015      | с | Флэш                           | The Flash                             | Эдди Слик / Песчаный Демон           |
| 2016      | с | Мотив                          | Motive                                | врач-психиатр Генри Прайс            |
| 2017—2019 | с | Я — зомби                      | iZombie                               | Вампир Стив                          |
| 2018      | с | Волшебники                     | The Magicians                         | Винс                                 |
| 2020—2021 | с | Ривердейл                      | Riverdale                             | Дэвид, парень из видеосалона         |
| 2021      | с | Хороший доктор                 | The Good Doctor                       | Бенджи                               |
| 2021—2023 | с | Семейная юрфирма               | Family Law                            | Янник Кролл                          |